# Endel Redlich
Endel Redlich ps. „Olev” (ur. 7 marca 1923 r. w prowincji Läänemaa, zm. 28 czerwca 1949 r. koło Urevere) – estoński partyzant antykomunistyczny, przywódca Związku Walki Zbrojnej w okresie powojennym
W poł. 1941 r., kiedy wojska niemieckie wkraczały do Estonii, wziął udział w walkach partyzanckich z wycofującą się Armią Czerwoną. Podczas okupacji niemieckiej nie dał się zmobilizować, po czym ukrywał się z kilkoma kolegami. Podczas odwrotu wojsk niemieckich w poł. 1944 r. wszedł w skład oddziału zbrojnego, atakującego okupantów, a następnie podejmującego walkę z wkraczającymi Sowietami. Został ranny. W 1946 r. utworzył w Läänemaa organizację konspiracyjną pod nazwą Związek Walki Zbrojnej. Udało się jej nawiązać kontakt z Estońskim Komitetem Narodowym w Szwecji. Kierował partyzantką z bunkra leśnego. Trzy razy sowieckie służby bezpieczeństwa próbowały go schwytać, ale bez skutku. 27 lutego 1949 r. zostało aresztowanych przez Sowietów 9 członków sztabu organizacji, ale bez E. Redlicha, który przebywał poza bunkrem. Dopiero 28 czerwca tego roku zginął w zasadzce koło Urevere nad rzeką Teenuse.